# Lopezia gracilis
Lopezia gracilis là một loài thực vật có hoa trong họ Anh thảo chiều. Loài này được S. Watson mô tả khoa học đầu tiên năm 1886.